# Тласкала-де-Хикотенкатль
Тласка́ла-де-Хикоте́нкатль (исп. Tlaxcala de Xicohténcatl) — город в Мексике, столица штата Тласкала, входит в состав муниципалитета Тласкала и является его административным центром. Население — 89 795 человек (на 2010 год).
Первоначально носил название Санта-Мария-де-ла-Нуэва-Тласкала или, сокращённо, Тласкала. 10 мая 1932 года переименован в Тласкала-де-Хикотенкатль, в честь Хикотенкатля, вождя государства Тласкала доколумбовой эпохи.

## Фотографии

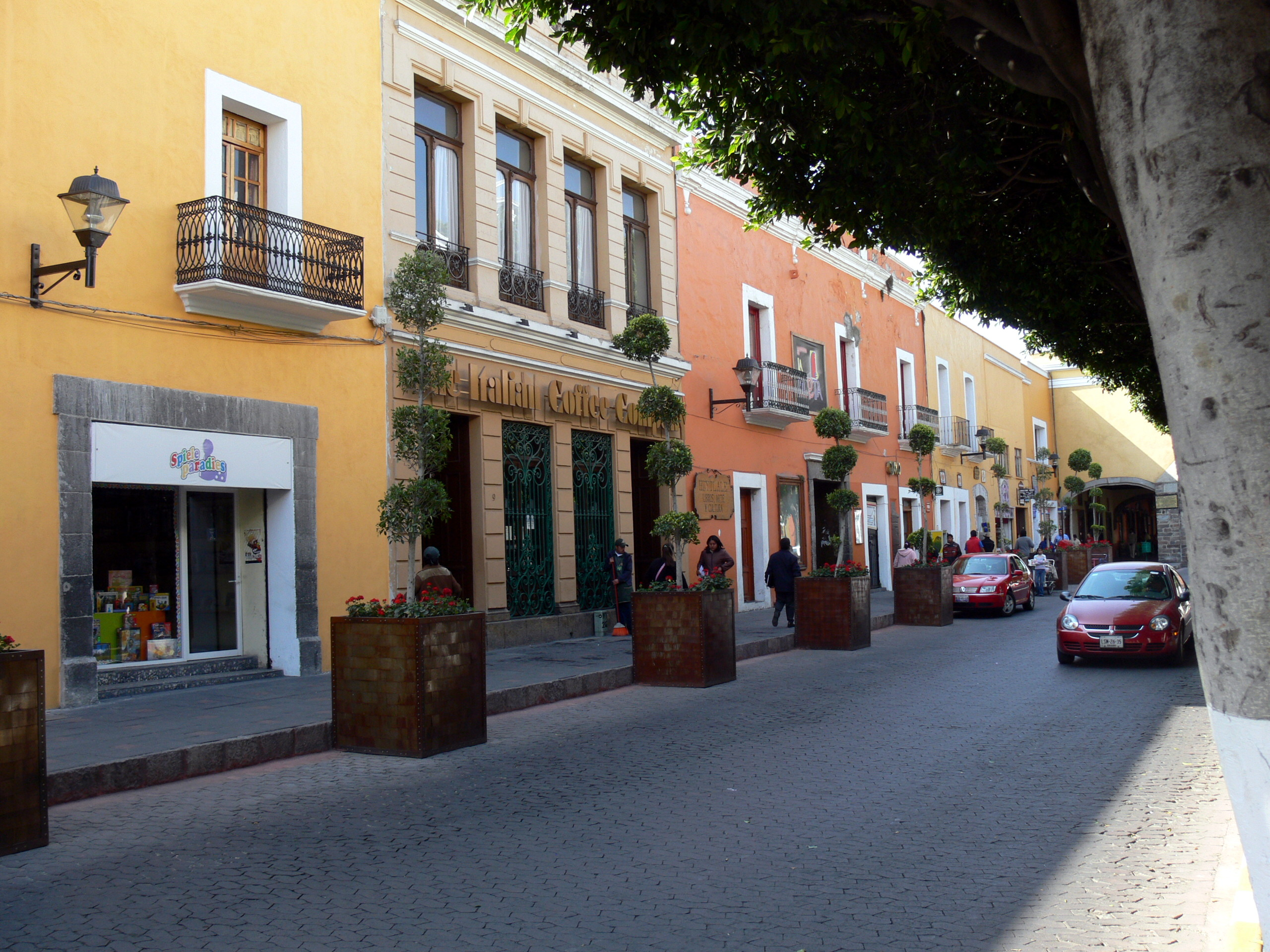
Авенида Хуарес
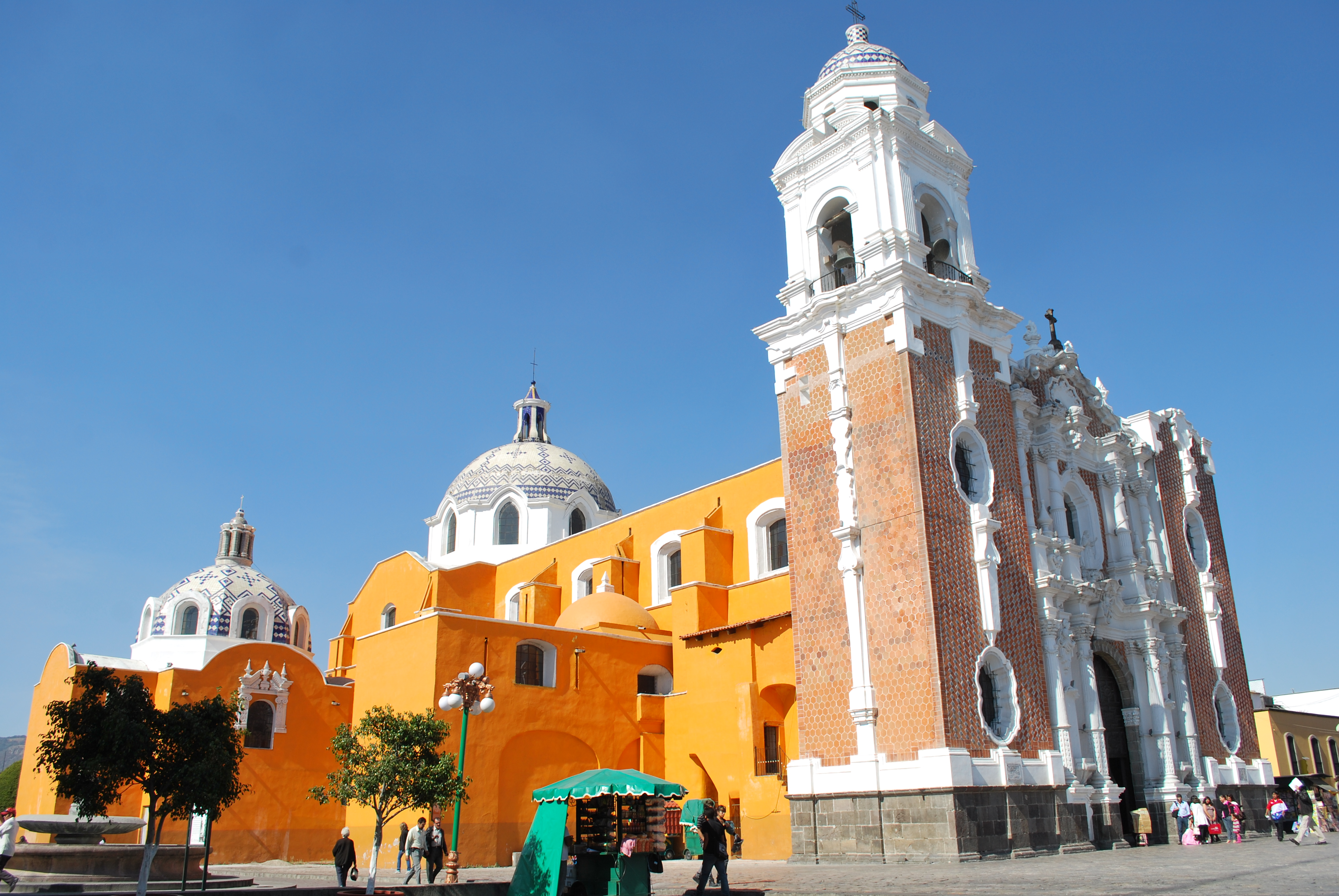
Церковь Сан-Хосе
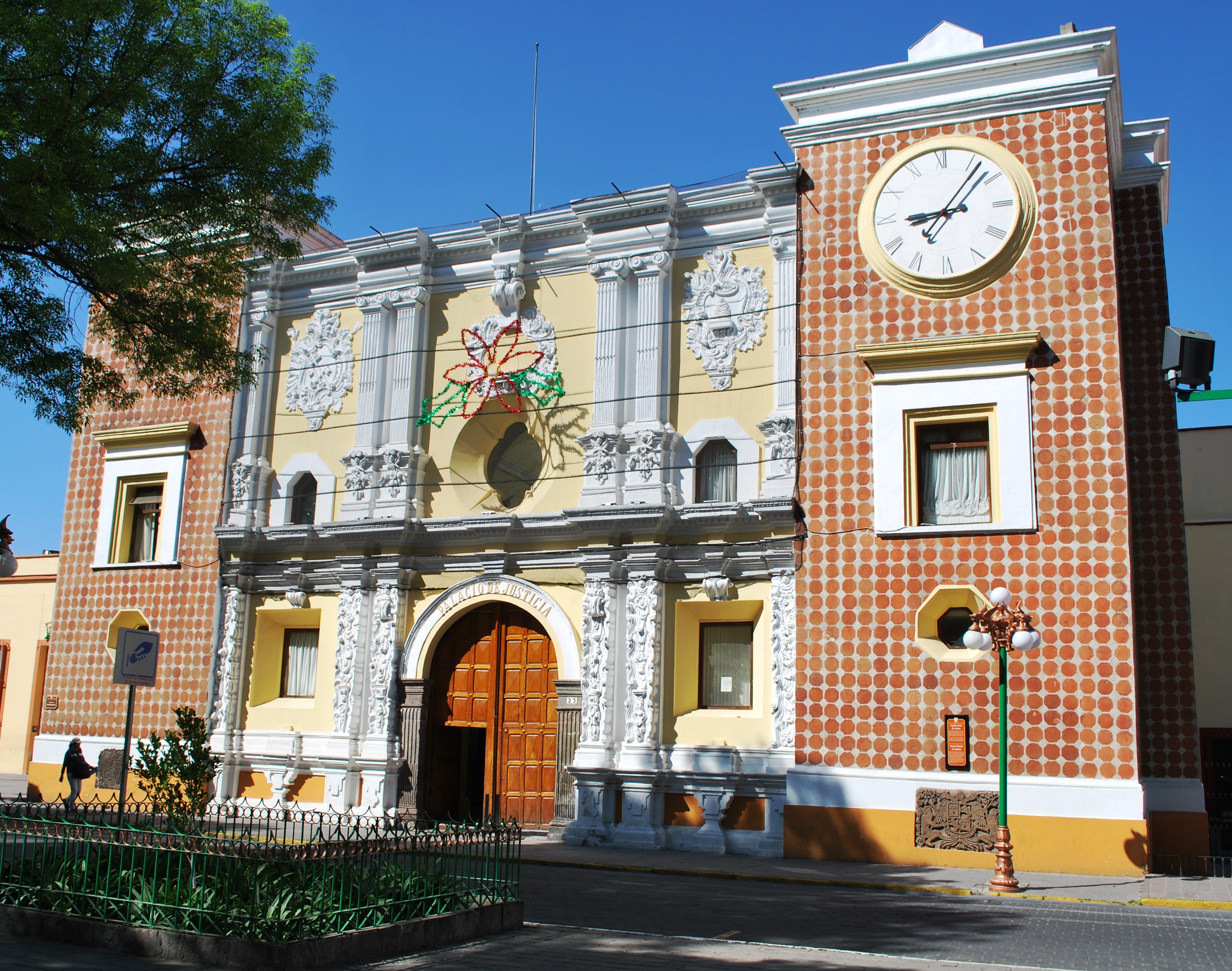
Дворец юстиции
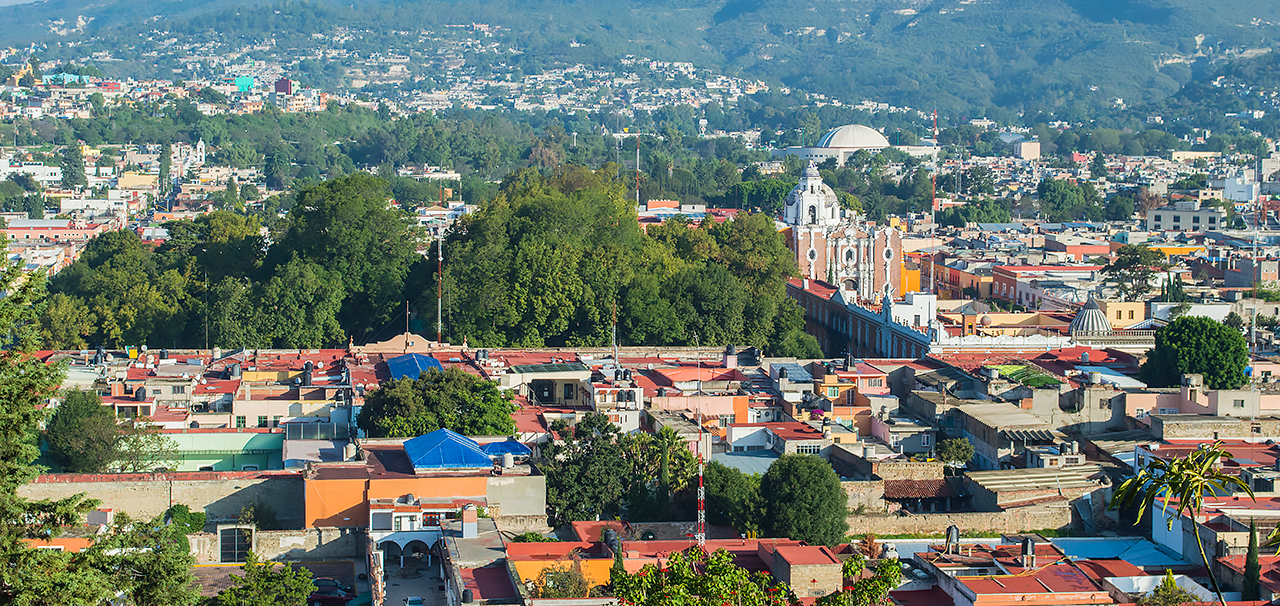
Панорама исторического центра
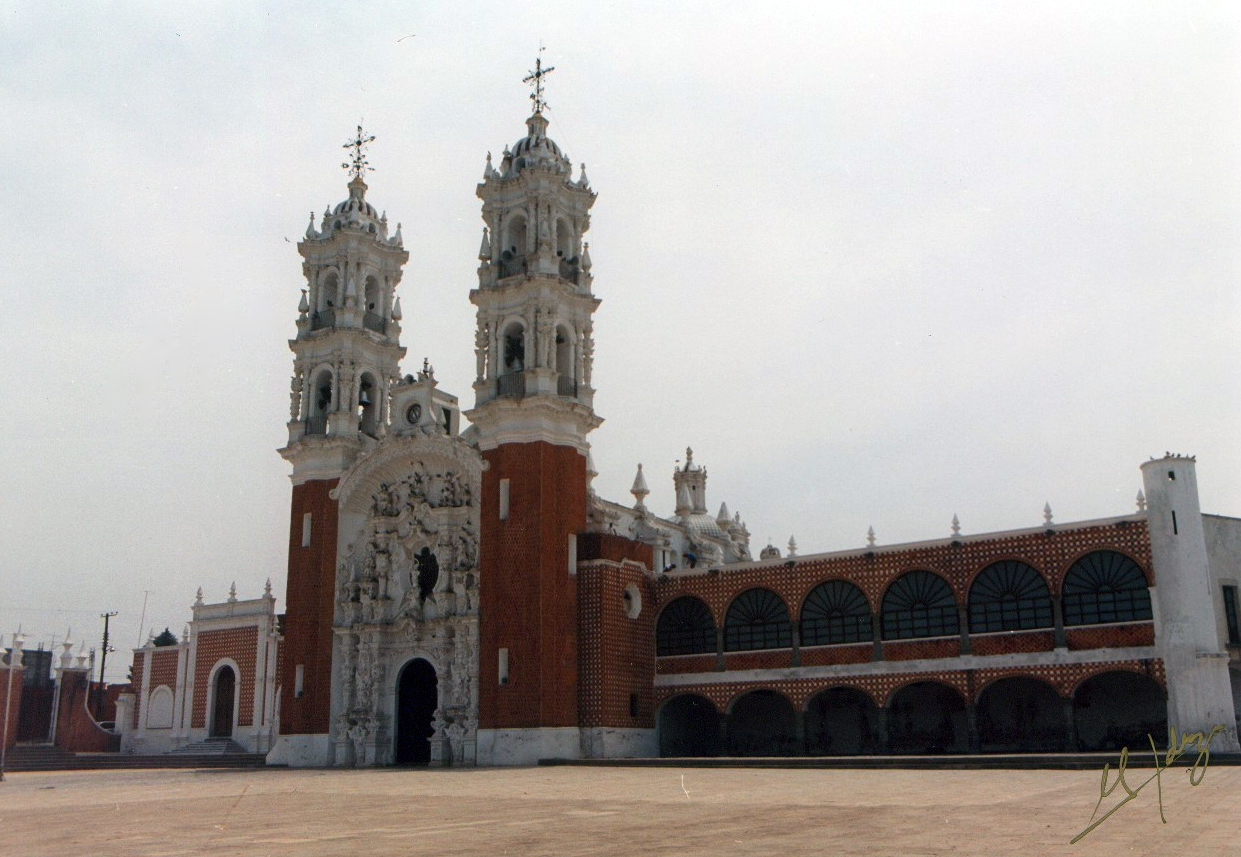
Исторический монумент Басилика-де-Окотлан[исп.]